# 氫氣閥門
氫氣閥門（英語：hydrogen valve）是一類特殊閥門，用於低溫高壓的氫氣儲運調節（如氫動力汽車）。
氫氣閥門一般適用於華氏250度、6000 psig（413 bar）且流量係數Cv介於4.0至13.8之間的流體狀態。
常見的工業用（如煉製工業）氫氣或氧氣閥門一般以英高鎳合金製作。